# Di-Dar
 (décembre 2023).
Si vous disposez d'ouvrages ou d'articles de référence ou si vous connaissez des sites web de qualité traitant du thème abordé ici, merci de compléter l'article en donnant les références utiles à sa vérifiabilité et en les liant à la section « Notes et références ».
Albums de Faye Wong
The Decadent Sound of Faye
(1995) Restless / Impatience
(1996)
Di-Dar est le douzième album de Faye Wong. Il est sorti en décembre 1995 sur le label Cinepoly.

## Titres
1. Di-Dar
2. Vacation (假期)
3. Lost Track (迷路)
4. Scandalous (曖昧)
5. Maybe (或者)
6. I Think (我想)
7. Like (享受)
8. One Half (一半)
9. Untitled
10. Comet (流星)